# ShoreBank
ShoreBank war eine US-amerikanische Förderbank. Sie wurde 1973 in Chicago gegründet und wurde im August 2010 infolge der während der Finanzkrise angehäuften Verluste zwangsgeschlossen.
Das Geldinstitut war hauptsächlich im Raum Chicago tätig, hatte aber auch Ableger in Cleveland und Detroit. Neben der Vergabe von Krediten an die untere und mittlere Bevölkerungsschicht, finanzierte die ShoreBank auch verschiedene Projekte in weltweit insgesamt 30 Ländern, insbesondere an Kleinunternehmer bzw. Kleinunternehmen.
Im Zuge der Finanzkrise erlitt die Bank ab 2008 auf notleidende Kredite hohe Verluste und geriet in eine schwerwiegende finanzielle Notlage. Nachdem die ShoreBank 2008 noch einen Verlust von 13 Millionen US-Dollar auswies, schrieb sie 2009 einen Rekordverlust von 119 Millionen US-Dollar in den Büchern. Im ersten Halbjahr 2010 kam ein weiterer Verlust von 39,6 Millionen US-Dollar hinzu. Wegen mangelnder Liquidität und mangelnden Kapitalanforderungen musste sie zudem ihre Geschäftstätigkeit einschränken. Die unterkapitalisierte Bank, die auf Ende 2008 noch eine Bilanzsumme von knapp 2,7 Milliarden US-Dollar und Eigenmittel von 124,2 Millionen US-Dollar auswies, wurde seither mit 145 Millionen US-Dollar vor dem Zusammenbruch gestützt.
Am 20. August 2010 ordnete die Federal Deposit Insurance Corporation (FDIC) die sofortige Schließung der kollabierenden ShoreBank an. Die durch die Einlagensicherung zu deckenden Verluste wurden durch das FDIC mit 367,7 Millionen US-Dollar angegeben. Die Kunden und die Filialen wurden von der Urban Partnership Bank übernommen.